# Arctostaphylos manzanita
Arctostaphylos manzanita ist eine Pflanzenart aus der Gattung der Bärentrauben (Arctostaphylos) innerhalb der Familie der Heidekrautgewächse (Ericaceae). Sie ist an der Pazifikküste der USA beheimatet und wird dort manchmal, wie viele andere Arten dieser Gattung, auch Manzanita genannt, im Englischen gilt sie als „Buschgehölz“.

## Beschreibung

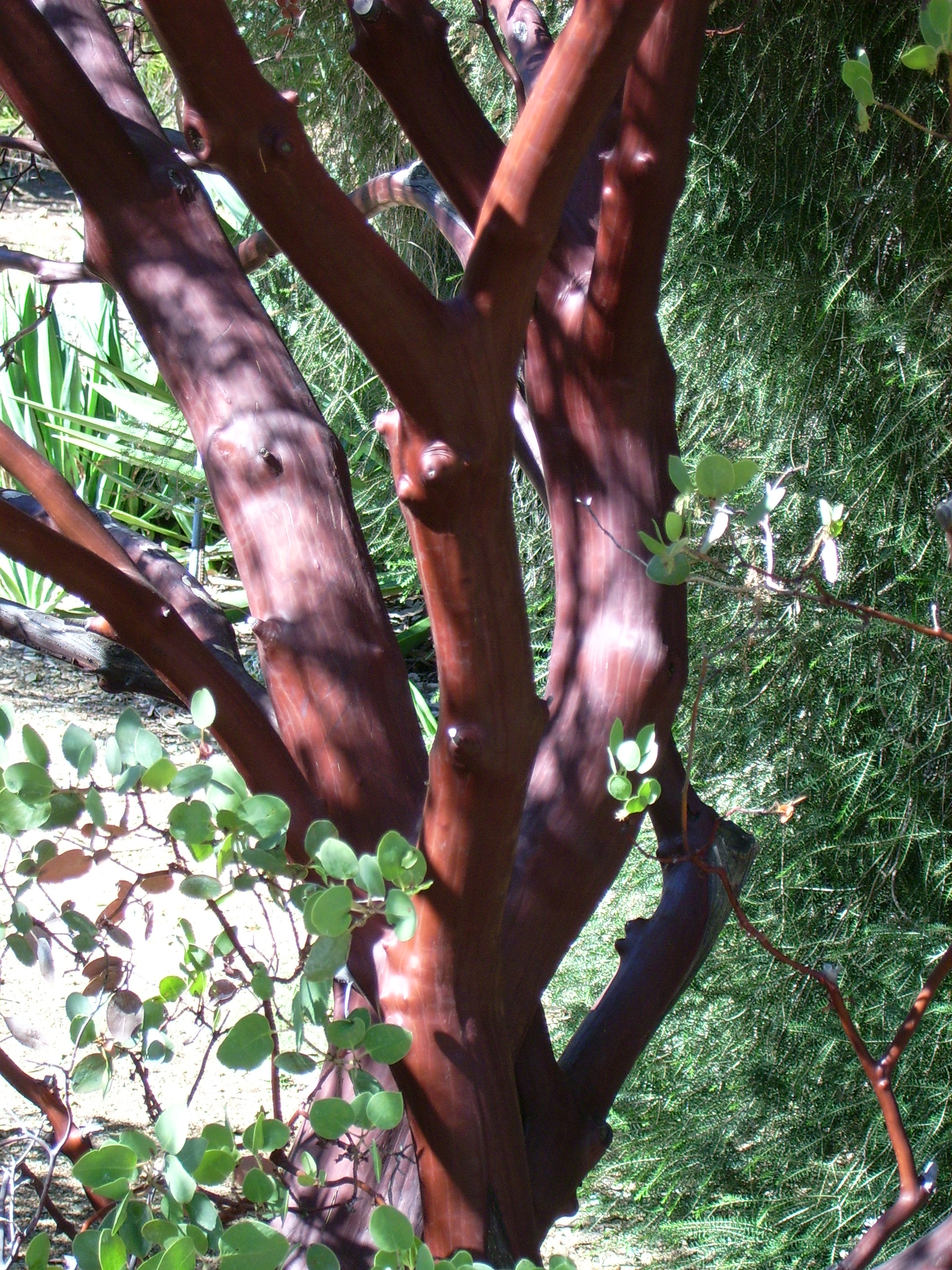
Borke

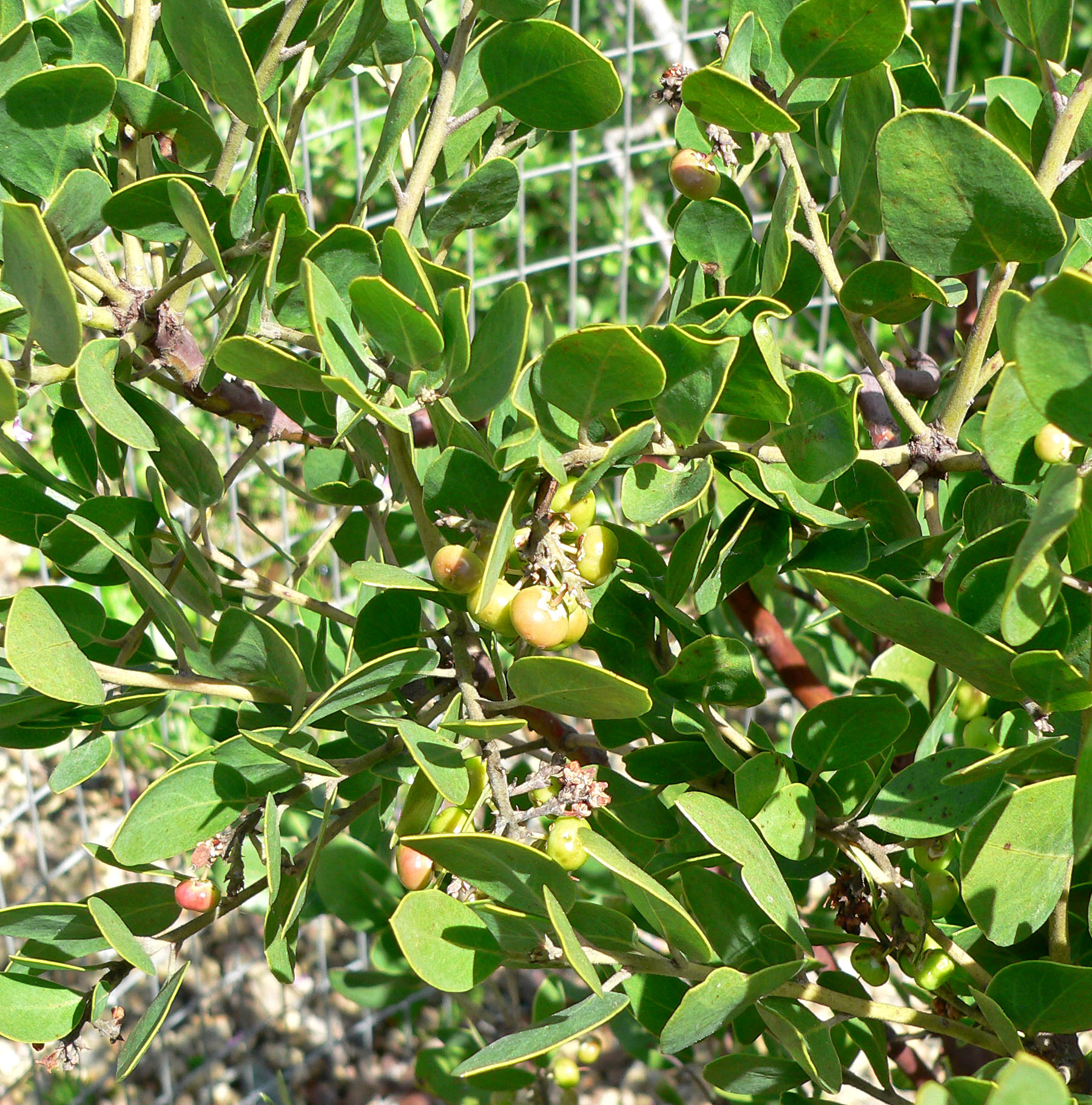
Einfache, ledrige Laubblätter und Früchte

Arctostaphylos manzanita ist ein immergrüner von unten her verzweigt wachsender meist Strauch, selten Baum und wächst mehrstämmig von unten her gewunden nach oben und erreicht Wuchshöhen von bis zu 3 Metern. Die Rinde an den langen gebogenen Ästen ist rötlich, ein typisches Kennzeichen für Arctostaphylos manzanita. Die wechselständig an den Zweigen angeordneten Laubblätter sind in Blattstiel und Blattspreite gegliedert. Die einfachen, dunkelgrün glänzenden Blattspreiten sind eiförmig, ganzrandig.
Von Januar bis Februar trägt Arctostaphylos manzanita weiße krugartige Blüten, die in Rispen angeordnet sind und herunterhängen. Im Sommer zeigen sich zierende weiße Steinfrüchte, die an der Pflanze bis weit in den Winter hinein verbleiben.

## Vorkommen
Arctostaphylos manzanita ist im westlichen Kalifornien und Oregon weit verbreitet, besonders in Mittelkalifornien, wo Arctostaphylos manzanita vor allem an der Pazifikküste und am Fuße der Berge in der Sierra Nevada wächst, besonders in der Mendocino Range.
Dort wächst Manzanita häufig in der Pflanzenformation der Chaparralhänge und in tiefer gelegenen Nadelwäldern. Die Bäume gedeihen am besten an sonnigen bis halbschattigen Standorten. Sie mögen feuchten Boden, kommen aber, wenn sie einmal eingewachsen sind, gut mit zeitweise trockenen Böden zurecht. Der Boden sollte sandig, sandig-kiesig, sandig-lehmig oder kiesig-lehmig sein. Für die Wurzelentwicklung benötigen sie einen Oberboden von mindestens 50 Zentimetern. Sie brauchen vergleichsweise wenig Nährstoffe. Ideal für Manzanita ist ein Boden-pH-Wert zwischen 5,5 und 7,3. Salzhaltiger, sauerstoffarmer Boden ist für Manzanita ungeeignet. Die Bäume sind frostverträglich bis zu Temperaturen von −12 °C (WHZ 8).Die frostfreie Periode sollte wenigstens 17 Wochen andauern.

## Systematik
Die Erstbeschreibung von Arctostaphylos manzanita erfolgte 1887 durch Charles Christopher Parry in Bulletin of the California Academy of Sciences, Volume 2, 8C, S. 491–492.
Es gibt sechs akzeptierte Unterarten von Arctostaphylos manzanita:
- Arctostaphylos manzanita subsp. elegans (Jepson) P.V.Wells (Syn.: Arctostaphylos elegans Jepson)
- Arctostaphylos manzanita subsp. glaucescens P.V.Wells
- Arctostaphylos manzanita subsp. laevigata (Eastwood) Munz (Syn.: Arctostaphylos laevigata Eastwood)[1]
- Arctostaphylos manzanita Parry subsp. manzanita (Syn.: Arctostaphylos bowermaniae Roof): Die Chromosomenzahl ist 2n = 52.[1]
- Arctostaphylos manzanita subsp. roofii (Gankin) P.V.Wells (Syn.: Arctostaphylos roofii Gankin)[1]
- Arctostaphylos manzanita subsp. wieslanderi P.V.Wells (Sie kann mit der, im gleichen Gebiet vorkommenden, Art Arctostaphylos patula verwechselt werden.)[1]

## Verwendung

### Verwendung als Zierpflanze
Arctostaphylos manzanita wird als Ziergehölz verwendet, die Vermehrung erfolgt durch Aussaat. Da es sich um Kaltkeimer handelt, werden die Samen vor Aussaat stratifiziert. In Kalifornien werden sie zunehmend als attraktive Gartengehölze angeboten. Da sie sehr langsam wachsen und nicht allzu groß werden, gelten sie als ideale Gehölze für den Vorgarten. Einzelne trockene Zweige werden in der Floristik als Beiwerk gerne zu dekorativen Zwecken genutzt. Die Unterarten sind im Habitus und in Laubfärbung verschieden und werden in Baumschulen vermehrt und werden im sommertrockenen Klima Kaliforniens gerne in Gärten, aber auch zunehmend in öffentlichen Park- und Grünanlagen gepflanzt.

### Ethnobotanik
Für die ursprünglich in den von Manzanita bewachsenen Regionen lebenden Indianer bildeten die Manzanita-Gehölze einen wichtigen Rohstoff. Sie nutzten die Pflanzen auf vielerlei Weise, das Holz, die Rinde, die Blätter, die Blüten und die Früchte.

#### Holz
Das Holz von Manzanita ist hart und wurde einst vorwiegend als Brennmaterial und für einfache Werkzeuge genutzt. Die einfachste Verwendung der knorrig gebogenen Äste von Manzanita praktizierte der Überlieferung nach der Stamm der Yokia-Indianer. Die Indianer benutzten die V-förmig fixierten Äste als Tragehilfe auf dem Rücken für den Holztransport. Die Karoke-Indianer verflochten dünne Streifen der Äste und Zweige zu Bändern. Von den Mendocino-Indianern ist überliefert, dass sie aus dem Holz Löffel und Grabstöcke schnitzten als Hilfsmittel für ihre Acorn-Suppe.

#### Blätter
Die Blätter von Manzanita dienten den Indianern für kosmetische Zwecke und als Heilmittel.
Den gelblichen Extrakt, den sie aus gekochten Blättern gewannen, verarbeiteten sie zu Seife für die Körperhygiene. Die Blätter gossen sie auf und tranken den Sud als Tee oder Pflanzenmedizin, die gegen Erklärungskrankheiten, aber auch gegen Durchfall helfen sollte. Den Brei von zerkleinerten und zerstampften Blättern verwendeten sie bei äußerlichen Entzündungen und behandelten damit auch Hautausschläge.

#### Früchte
Über die Verwendung der Manzanita-Früchte gibt es besonders viel überliefertes Wissen von den Indianern aus der Mendocino-Region. Sie verzehrten die Früchte roh und gekocht. Getrocknete Früchte, die in Körben verstaut und trocken gelagert wurden, dienten als Nahrung in der kalten Jahreszeit. Sie setzten die Manzanita-Beeren auch zum Gären an und produzierten daraus alkoholische Getränke.
Die Miwoki-Indianer zerkleinerten die Früchte und verwendeten sie für Süßigkeiten und für Zusätze zu Fruchtsäften. Vergorenen Manzanita-Cider tranken sie als Appetizer vor dem Essen. Doch Vorsicht: Der Verzehr von größeren Mengen der Manzanitafrüchte führt leicht zu Magenbeschwerden.

## Etymologie
Der Gattungsname Arctostaphylos kommt von den griechischen Wörtern arctos, was so viel heißt wie Bär und staphyle, zu Deutsch Weintraube. Manzanita leitet sich ab vom spanischen Wort für Apfel, manzana, kleiner Apfel. Dies weist auf die den Apfelblüten ähnlichen rosa und weiß gefärbten urnenförmigen Blüten von Manzanita hin. Vermutet wird auch, dass Manzinata vom spanischen manzanilla herrührt, botanisch Anthemis, deutsch Färber- oder Hundskamille. Das könnte auch damit zu tun haben, dass die Laubblätter von Manzanita ähnlich wie das Grün der Hundskamille als diuretisches Heilmittel genutzt werden können.

## Mykorrhiza
Einige Pilze können in Symbiose mit Manzanita auftreten, insbesondere mit dessen Wurzeln, was als Mykorrhiza bezeichnet wird. Viele Pilze sind unspezifische Symbionten, sie können auch mit anderen Bärentrauben und Erdbeerbäumen oder auch mit anderen Bäumen (wie Narzissengelber Wulstling) Mykorrhiza bilden.